# Peter Woodring
Peter Woodring fue un futbolista estadounidense.

## Trayectoria
| Período   | Club     |
| --------- | -------- |
| 1986-1990 | Berkeley |

| Período   | Club                   | Partidos (goles) |
| --------- | ---------------------- | ---------------- |
| 1989      | SF Bay Blackhawks      | ? (?)            |
| 1991-1992 | Wiesbaden              | ? (?)            |
| 1992-1994 | Hamburger SV           | ? (?)            |
| 1994      | Aalborg                | ? (?)            |
| 1995      | SV Wehen               | ? (?)            |
| 1995      | Hawaii Tsunami         | ? (?)            |
| 1996      | New England Revolution | 21 (1)           |
| ?         | Olypmic Club           | ? (?)            |

| Período | Selección      | Partidos (goles) |
| ------- | -------------- | ---------------- |
| 1993    | Estados Unidos | 3 (0)            |

- Datos: Q328310